# Minúscula 64
Minúscula 64 (en la numeración Gregory-Aland), ε 1287 (Soden), antiguamente conocida como Ussher 2, es un manuscrito griego en minúsculas del Nuevo Testamento escrito en pergamino. Está datado paleográficamente en el siglo XII. El manuscrito tiene su contenido completo y está lleno de marginalia.

## Descripción
El códice contiene un texto completo de los cuatro Evangelios sobre 443 hojas (de tamaño 11.5 cm por 8 cm). El texto está escrito en una columna por página, 18 líneas por página. Las letras iniciales están escritas en oro.
El texto está dividido de acuerdo a los κεφαλαια (capítulos), cuyos números se colocan al margen del texto, y los τιτλοι (títulos) en la parte superior de las páginas. El texto de los Evangelios está dividido de acuerdo con las Secciones Amonianas (en Marcos, 241 secciones; la última en 16:20), con referencias a los Cánones de Eusebio.
Contiene la Epistula ad Carpianum, las tablas de los Cánones de Eusebio al inicio, las tablas de los κεφαλαια (tabla de contenidos) antes de cada Evangelio, marcas de leccionario en el margen (por su uso litúrgico) y sinaraxia. Las inscripciones con los números de los versículos fueron añadidas por una mano posterior.
El texto griego del códice es representativo del tipo textual bizantino. Kurt Aland no lo colocó en categoría alguna. De acuerdo con el Perfil del Método de Claremont, está textualmente muy cerca a 121 en Lucas 1, Lucas 10 y Lucas 20.

## Historia
El manuscrito perteneció a Thomas Goade († 1638), luego a James Ussher. En 1702 fue presentado junto con la minúscula 61 y 63 en el Trinity College, en Dublín. Luego, hacia el final del siglo XVII, perteneció a un tal John Jones. En 1880 Dean Burgon encontró el manuscrito en la biblioteca del Marqués de Bute (Marquess of Bute, Ms. 82 G. 18/19). Fue recopilado, como 63, por Dodwell, usado por Brian Walton en su Polyglotte (como Em), usado por Mill (como Usser 2). C. R. Gregory lo vio en 1883.
Actualmente se encuentra en la Colección Schøyen (Ms 230), en Oslo.

## Lectura adicional
- Gregory, Caspar René (1900). Textkritik des Neuen Testaments 1. Leipzig: J.C. Hinrichs'sche Buchhandlung. pp. 143-144.

- Datos: Q1937650